# Hipopòtam William

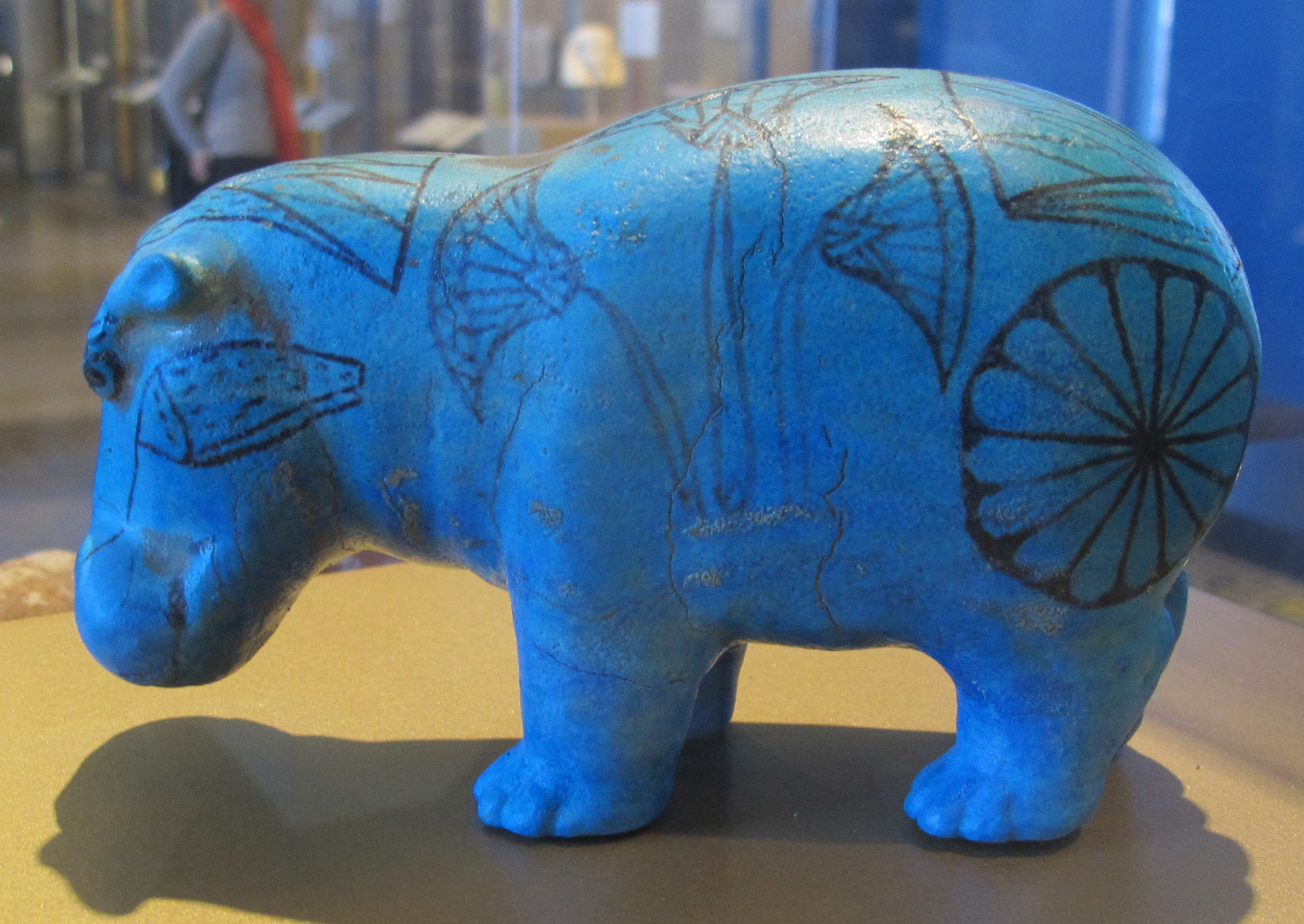
Vista lateral

L'Hipopòtam William és una peça de ceràmica de faiança de l'Imperi Mitjà d'Egipte, que es troba en la col·lecció del Museu Metropolità d'Art de Nova York, i serveix de mascota informal del museu. Es va trobar en un conjunt pertanyent a la capella de la tomba del «majordom Senbi» a Mair, i està datat del 1961-1878 abans de la nostra era, durant els regnats de Senusret I i Senusret II. Aquesta estatueta de faiança egípcia un material sense argila, i ha arribat a ser popular no sols pel seu aspecte entranyable, sinó també pels trets definitoris que il·lustren moltes facetes de la producció artesana de l'antic Egipte en aquesta època.(1)
L'hipopòtam, sobrenomenat afectuosament William, és un dels objectes trobats a la tomba del «majordom Senbi», que va adquirir el Museu Metropolità l'any 1917. Segons el Butlletí del museu d'aquest any, l'hipopòtam és un «exemple particularment fi dels d'aquest tipus, en comú amb altres formes d'animals, entre el mobiliari funerari de les tombes de l'Imperi Mitjà», i també és una peça exemplar de la ceràmica del tipus faiança egípcia.

## Faiança egípcia
La faiança egípcia fou, segons David F. Grose, «un material fet de quars en pols cobert amb un revestiment vitri». Molt més porós i mal·leable que el vidre pròpiament dit, podia ser modelat a mà o fos en motles per a crear objectes. Si bé matèries primeres semblants s'empren en la creació tant de pisa com de vidre -quars triturat o arena barrejada amb calç i natró o cendra-, la pisa manca de l'estructura cristal·lina rígida del vidre modern. Tant el vidre com la faiança es feren servir, segons Paul T. Nicholson, per a imitar pedres semiprecioses en materials menys cars, i tots dos es valoraven per la seua bellesa i durabilitat. Tot i que no es tracta de ceràmica en una definició estricta, perquè no conté argila, la faiança s'anomena ceràmica.

## Estil
Aquesta figureta demostra la importància d'una varietat d'estils iconogràfics en els rituals d'enterrament de l'Imperi Mitjà. Com Nicholson escriu, les figures d'animals eren comunes durant aquest període i les estatuetes d'hipopòtams, adornades generalment amb plantes aquàtiques, devien simbolitzar característiques revitalitzadores del Nil. Podrien tenir algun tipus de significat religiós, perquè a vegades s'associaven a una de les formes de Set. Com no totes les estàtues d'hipopòtams d'aquesta època estigueren tan minuciosament pintades, «William» n'és un exemple particularment important; l'han «cobert amb una decoració en línia negra de flors de lotus, brots i fulles» per a assenyalar l'«entorn natural en les terres baixes del Nil». Com s'explica en el resum del Museu Metropolità, l'hipopòtam era un dels animals més amenaçadors per als antics egipcis i, en aquest cas, tres de les potes de «William» foren intencionalment trencades per a evitar que danyés el mort en el més enllà. El museu li les ha restaurades.(1)

## Nom
A la primeria del segle xx, el capità H. M. Raleigh i la seua família posseïen una fotografia de l'hipopòtam, i van començar a referir-se a ell com «William». Raleigh publicà un article sobre l'hipopòtam per a la revista Punch el 18 de març del 1931, en què deia: «Es descriu en la part posterior com: "Hipopòtam amb flors de lotus, brots i fulles, Dinastia XII (al voltant del 1950 abans de la nostra era), sèrie VII, faiança egípcia", però per a nosaltres és simplement William». L'article es va reimprimir en el Museu Metropolità d'Art en el Butlletí de juny del 1931, i s'hi agregà el nom. El 1936 el Museu publicà un llibre titulat William and his Friends, A Group of Notable Creatures in The Metropolitan Museum of Art. De llavors ençà, William ha continuat apareixent en alguns logos i màrqueting del museu per a xiquets i xiquetes, i adults. El MET venia als visitants reproduccions de motle de William en la dècada dels 1950, que hui les fabrica M. Hart ceràmica.